# 长梗漏斗苣苔
长梗漏斗苣苔（学名：Didissandra longipedunculata）为苦苣苔科漏斗苣苔属下的一个种。

## 扩展阅读
- 維基物種上的相關：长梗漏斗苣苔